# 1000-km-Rennen von Zeltweg
Das 1000-km-Rennen von Zeltweg war ein Sportwagen-Langstreckenrennen, das von 1969 bis 1976 zur Sportwagen-Weltmeisterschaft gehörte.

## Die Veranstaltung
Schon 1965 wurde, damals noch auf der alten Flugplatzstrecke in Zeltweg, ein Sportwagenrennen ausgetragen, aus dem vier Jahre später das 1000-km-Rennen wurde. 1965 war das Rennen der offizielle Große Preis von Österreich, den Jochen Rindt auf einem Ferrari 250LM gewann. 1968 gehörte dieses Rennen, immer noch der Große Preis von Österreich, zur Sportwagen-Weltmeisterschaft und wurde von Jo Siffert im Porsche 908 gewonnen.
Das erste 1000-km-Rennen wurde 1969 zur Eröffnung des neuen Österreichrings ausgefahren. Allerdings hieß die Veranstaltung offiziell noch immer Großer Preis von Österreich. Das erste „echte“ 1000-km-Rennen gewannen dann 1970 Siffert und Brian Redman im Porsche 917. Das letzte Rennen wurde 1976 gefahren und endete mit dem Sieg von Dieter Quester und Gunnar Nilsson im BMW 3.0 CSL.

## Gesamtsieger
| Jahr | Team                      | Gesamtsieger                     | Fahrzeug             | Runden | Meisterschaft                |
| ---- | ------------------------- | -------------------------------- | -------------------- | ------ | ---------------------------- |
| 1969 | Freiherr von Wendt        | Jo Siffert Kurt Ahrens           | Porsche 917          | 170    | Sportwagen-Weltmeisterschaft |
| 1970 | JW Automotive             | Jo Siffert Brian Redman          | Porsche 917          | 170    | Sportwagen-Weltmeisterschaft |
| 1971 | John Wyer Automotive      | Pedro Rodríguez Richard Attwood  | Porsche 917K         | 170    | Sportwagen-Weltmeisterschaft |
| 1972 | SpA Ferrari SEFAC         | Jacky Ickx Brian Redman          | Ferrari 312PB        | 170    | Sportwagen-Weltmeisterschaft |
| 1973 | Equipe Matra-Simca        | Henri Pescarolo Gérard Larrousse | Matra-Simca MS670B   | 170    | Sportwagen-Weltmeisterschaft |
| 1974 | Equipe Gitanes            | Henri Pescarolo Gérard Larrousse | Matra-Simca MS670C   | 170    | Sportwagen-Weltmeisterschaft |
| 1975 | Willi Kauhsen Racing Team | Henri Pescarolo Derek Bell       | Alfa Romeo T33/TT/12 | 103    | Sportwagen-Weltmeisterschaft |
| 1976 | Schnitzer BMW             | Dieter Quester Gunnar Nilsson    | BMW 3.0 CSL          | 187    | Sportwagen-Weltmeisterschaft |